# Diklorfenol
Diklorfenoler är en grupp kemiska föreningar.

## Struktur
Diklorfenoler är klororganiska föreningar och fenoler där två väteatomer har bytts ut mot två kloratomer. Detta medför att det finns sex olika isomerer av diklorfenol.

Strukturformel för 2,3-diklorfenol.
Strukturformel för 2,4-diklorfenol.
Strukturformel för 2,5-diklorfenol.

Strukturformel för 2,6-diklorfenol.
Strukturformel för 3,4-diklorfenol.
Strukturformel för 3,5-diklorfenol.

## Användningsområden
Diklorfenoler används som intermediat när man tillverkar mer komplexa ämnen. Exempelvis används 2,4-diklorfenol vid tillverkning av 2,4-diklorfenoxiättiksyra.